# Vindefontaine

Vindefontaine este o comună în departamentul Manche, Franța. În 1 ianuarie 2018 avea o populație de 313 de locuitori.